# Berum
Berum ist ein Dorf in Ostfriesland. Politisch ist es Bestandteil des Fleckens Hage, des Verwaltungssitzes der Samtgemeinde Hage.

## Lage
Die Streusiedlung liegt gut einen Kilometer östlich von Hage und etwa sechs Kilometer östlich von Norden. Sie befindet sich in einer Höhe von 2,6 Metern über Normalnull auf dem nordwestlichsten Ausläufer des ostfriesischen Geestrückens. Im Bereich des Ortes dominieren Podsol- sowie Gley-Podsol-Böden. Nördlich schließt sich ein Gebiet mit Gley-Grund an.

## Geschichte
Vor allem durch die im Ort gelegene gleichnamige Burg zählt Berum zu den bedeutendsten Stätten ostfriesischer Geschichte. Erstmals wird der Ort im Jahre 1408 als Berne oder Berum erwähnt, dürfte aber weitaus älter sein.
Im Mittelalter stand im Ort ein so genannter Uthof, also ein festes Vorwerk eines Hof- und Herdbesitzers in der Norder Geest. Der Ort entwickelte sich schon früh zum Sitz ostfriesischer Häuptlinge. Bereits ab dem Jahr 1310 ist die Anwesenheit der Familie Sidtzen (andere Schreibweisen: Syrtza oder Sytze) auf einem Vorläufer der heutigen Burg nachgewiesen. Für das Jahr 1387 ist dies Marten, der mit der Tochter des Östringer Häuptlings Popke Inen verheiratet war. Im 15. Jahrhundert erbten die Cirksena die Burg und ließen sie zu einem Schloss ausbauen, das sie später als Witwensitz der Familie nutzten. Am 28. Januar 1600 wurde auf der Burg der „Berumer Vergleich“ unterzeichnet, in dessen Folge das Harlingerland endgültig zu Ostfriesland kam.

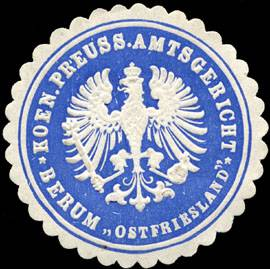
Siegelmarke des Königlich-preußischen Amtsgerichtes Berum (gültig bis 1918)

Als am 25. Mai 1744 Carl Edzard, der letzte ostfriesische Fürst aus dem Hause Cirksena, starb, machte König Friedrich II. von Preußen sein Nachfolgerecht geltend, das in der Emder Konvention geregelt war. Fortan gab es für den Witwensitz keine Verwendung mehr, so dass er 1764 bis auf die Vorburg abgebrochen und das kostbare Inventar versteigert wurde.
Im Zweiten Weltkrieg wurde in Berum ein Barackenlager angelegt, in dem wahrscheinlich 18 Frauen russischer Herkunft als Zwangsarbeiterinnen für das Kanal-Kontor Berumerfehn untergebracht waren.
Nach dem Ende des Krieges stieg die Einwohnerzahl des Ortes sprunghaft an. Wohnten im Jahre 1939 noch rund hundert Menschen in Berum, waren es 1946 nach der Aufnahme von vielen Flüchtlingen und Vertriebenen aus den Ostgebieten des Deutschen Reiches insgesamt 431 Einwohner verzeichnet, davon waren 303 Personen, also gut 70 Prozent, Flüchtlinge. Deren Anteil an der Dorfbevölkerung stieg bis 1950 auf 79,8 Prozent.
Am 1. Juli 1972 wurde Berum in den Flecken Hage eingegliedert.

### Entwicklung des Ortsnamens
Nach der ersten Erwähnung als Berne oder Berum im Jahr 1408 hat sich die heutige Schreibweise seit 1436 endgültig durchgesetzt. Der Name wird als Dativ-Plural des altfriesischen Wortes bēre, das einen Schuppen bezeichnet, gedeutet.

### Einwohnerentwicklung
Durch die Ausweisung neuer Baugebiete stieg die Bevölkerung in den 1960er Jahren stark an.
| Jahr | Einwohnerzahl |
| ---- | ------------- |
| 1821 | 071           |
| 1848 | 130           |
| 1871 | 093           |
| 1885 | 069           |
| 1905 | 105           |
| 1925 | 079           |
| 1933 | 069           |
| 1939 | 0 (00)96 (86) |
| 1946 | 440           |
| 1950 | 478           |
| 1956 | 292           |
| 1961 | 125           |
| 1970 | 250           |
| 1972 | 260           |

## Wappen

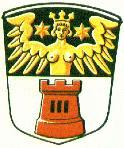

Beschreibung des Wappens der ehemaligen Gemeinde Berum:
Im von Schwarz und Silber geteiltem Schilde oben eine wachsende goldene Harpye, deren gekröntes Haupt von zwei goldenen sechsstrahligen Sternen begleitet wird, unten ein roter bezinnter Turm.

## Droste
Die Droste des Amts Berum (unvollständig):
- 1610, Konrad Bonner
- 1646–1651, Johann von Marenholz (1617–1651)
- 1660–1667, Johann Melchior von Oynhausen (1618–1675)[6]
- 1667, Christian Bolenius († 1698)
- 1674, Ernst Christian von Bardeleben (1619–1696)
- 1680, Hero Mauritz von Knyphausen
- 1682, Friedrich Eilard von Schacht
- 1691, Edzard Adolf von Petkum († 1721) (auch Drost von Norden)
- 1697, Christian Eberhard von Schacht
- 1710–1727, August Friedrich von Schacht

## Kultur und Sehenswürdigkeiten
- Die Burg Berum wird erstmals im Jahre 1310 urkundlich erwähnt. Wann genau sie errichtet wurde, ist bis dato unbekannt. Heute befindet sich die Anlage im Privatbesitz und dient als Gästehaus, in dem zum Beispiel im Sommer 2006 Bundespräsident Horst Köhler seinen Sommerurlaub verbrachte.
- Das Schloss Nordeck an der Berumer Allee wurde in den Jahren 1862 bis 1864 im Stil des Historismus errichtet. Am 18. Mai 1949 brannte das Schloss bis auf die Grundmauern nieder. Das Gebäude wurde anschließend in veränderter Form wieder aufgebaut.

## Persönlichkeiten
- Edo Friedrich Peterssen (1827–1900), Gutsbesitzer, Branntweinbrenner und Mitglied des Deutschen Reichstags.
- Carl-Edzard Schelten-Peterssen (1921–1995), Kaufmann und Landwirt, deutscher Politiker (CDU), von 1963 bis 1982, mit einer Unterbrechung, Abgeordneter des Niedersächsischen Landtages.